# Бряг Боумън
Бряг Боумън (на английски: Bowman Coast) е част от крайбрежието на Западна Антарктида, в южната част на източния сектор на Земя Греъм, простиращ се между 67°20’ и 69° ю.ш. и 64°50’ и 65°50’ з.д. Брегът заема участък от южната част на източното крайбрежие на Земя Греъм, покрай западните брегове на море Уедъл, част от атлантическия сектор на Южния океан. На север граничи с Брега Фойн на Земя Греъм, а на юг – с Брега Уилкинс на Земя Палмър. Крайбрежието му е силно разчленено от множество ледени заливи – Уерлунд, Селигмен, Трейл, Солберг, Мобилайл и др., полуострови и крайбрежни острови – Франсе и др., всички те „бронирани“ в ледената хватка на средната част на големия шелфов ледник Ларсен.
Повсеместно е покрит с дебела ледена броня, над която стърчат отделни оголени върхове и нунатаки на планината Локхийд, от която към шелфовия ледник Ларсен се спускат малки и къси планински ледници.
Този участък от източния бряг на Земя Греъм е открит на 20 декември 1928 г. по време на полета със самолет (до 71°20’ ю.ш.) на австралийския полярен изследовател Джордж Хуберт Уилкинс, който го наименува в чест на Исайя Боумън (1878 – 1950), президент на Американското географско дружество по това време.